# Стрют (Верхний Рейн)
Стрют (фр. Strueth) — коммуна на северо-востоке Франции в регионе Гранд-Эст (бывший Эльзас — Шампань — Арденны — Лотарингия), департамент Верхний Рейн, округ Альткирш, кантон Мазво. До марта 2015 года коммуна административно входила в состав упразднённого кантона Ирсенг (округ Альткирш).
Площадь коммуны — 4,31 км², население — 323 человека (2006) с тенденцией к стабилизации: 338 человек (2012), плотность населения — 78,4 чел/км².

## Население
Численность населения коммуны в 2011 году составляла 333 человека, а в 2012 году — 338 человек.
| 1962 | 1968 | 1975 | 1982 | 1990 | 1999 | 2006 | 2007 | 2008 | 2011 | 2012 |
| ---- | ---- | ---- | ---- | ---- | ---- | ---- | ---- | ---- | ---- | ---- |
| 213  | 231  | 246  | 267  | 281  | 339  | 323  | 321  | 324  | 333  | 338  |

Динамика населения:

## Экономика
В 2010 году из 208 человек трудоспособного возраста (от 15 до 64 лет) 163 были экономически активными, 45 — неактивными (показатель активности 78,4 %, в 1999 году — 72,3 %). Из 163 активных трудоспособных жителей работали 148 человек (82 мужчины и 66 женщин), 15 числились безработными (8 мужчин и 7 женщин). Среди 45 трудоспособных неактивных граждан 15 были учениками либо студентами, 18 — пенсионерами, а ещё 12 — были неактивны в силу других причин.
На протяжении 2011 года в коммуне числилось 130 облагаемых налогом домохозяйств, в которых проживало 328 человек. При этом медиана доходов составила 21227 евро на одного налогоплательщика.

## Достопримечательности (фотогалерея)

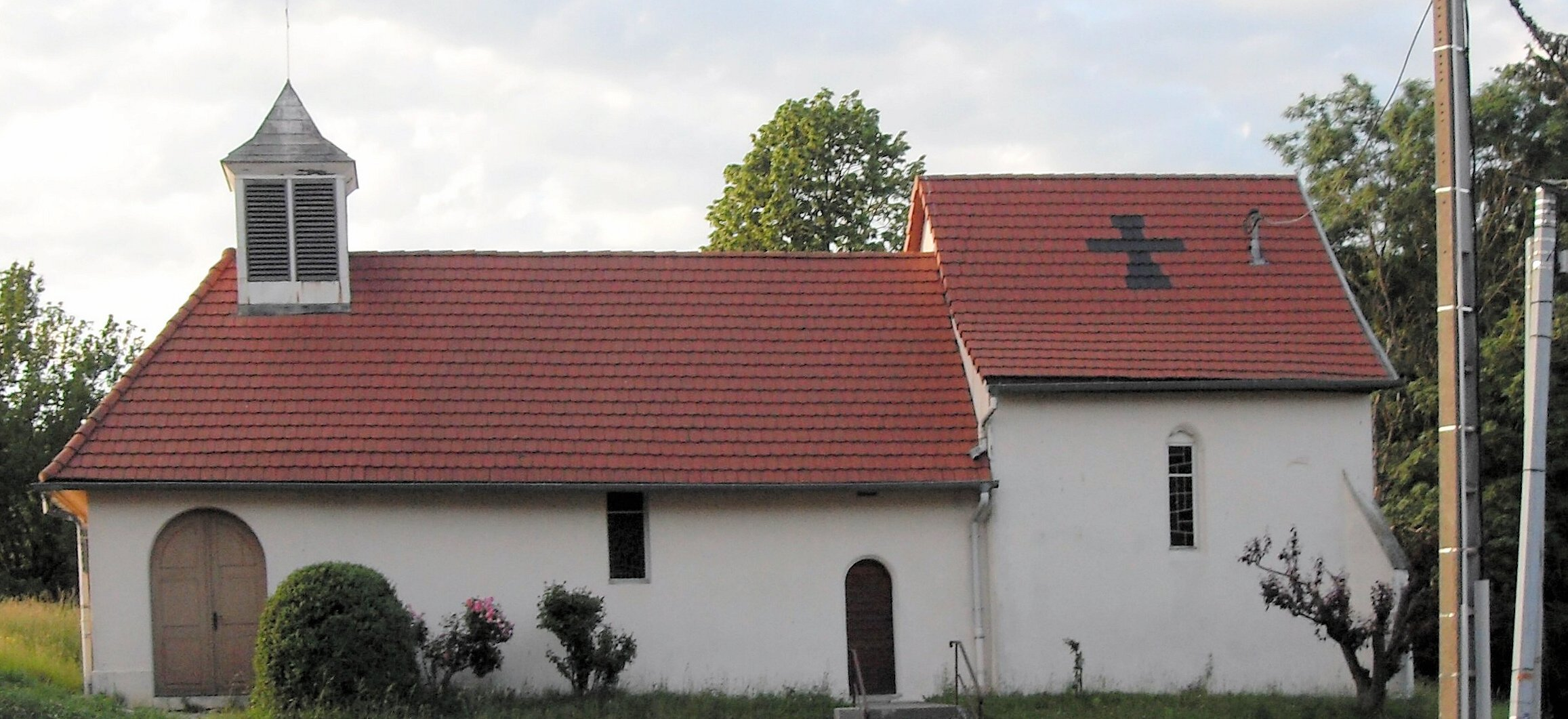
Часовня